# Zabary
Zabary  (ucraniano: Забари) es una localidad del Raión de Bilhorod-Dnistrovskyi en el Óblast de Odesa de Ucrania. Según el censo de 2020, tiene una población de 651 habitantes.